# Patia orise
Patia orise is een vlindersoort uit de familie van de Pieridae (witjes), onderfamilie Dismorphiinae.
Patia orise werd in 1836 beschreven door Boisduval.